# Natriumtellurid
Natriumtellurid ist eine anorganische chemische Verbindung des Natriums aus der Gruppe der Telluride.

## Gewinnung und Darstellung
Natriumtellurid kann durch Reaktion von Natrium mit Tellur in flüssigem Ammoniak unter Ausschluss von Luft und Feuchtigkeit
gewonnen werden.
{\displaystyle \mathrm {2\ Na+Te\longrightarrow Na_{2}Te} }

## Eigenschaften
Natriumtellurid ist ein feuchtigkeitsempfindlicher weißer geruchloser Feststoff, der sich an Luft sofort unter Dunkelfärbung zersetzt. Er ist löslich in Wasser, wobei sich die Lösung bei Luftzutritt schnell schwarzes, pulverförmiges Tellur abscheidet. Er kristallisiert in dem kubischen Anti-Calciumfluoridtyp mit der Raumgruppe Fm3m (Raumgruppen-Nr. 225).

## Verwendung
Natriumtellurid kann in organischen Synthesen verwendet werden.